# NGC 3578
NGC 3578 is een niet-bestaand object in het sterrenbeeld Beker. Het hemelobject werd op 16 december  1827 ontdekt door de Britse astronoom John Herschel.